# Berjou
Berjou ist eine französische Gemeinde mit 427 Einwohnern (Stand 1. Januar 2022) im Département Orne in der Region Normandie.

## Geografie
Die Gemeinde Berjou liegt 13 Kilometer nordöstlich von Flers. Das Gemeindegebiet wird durch den Fluss Noireau begrenzt, der die Grenze zum Département Calvados markiert.

## Geschichte
Während des Zweiten Weltkriegs unterstützte der lokale Widerstand die Alliierten und sorgte so mit dafür, dass diese den Kampf  gegen die deutschen Besatzer schneller gewinnen konnten. Als die 214. britische Division ins Dorf einrückte, war dennoch bereits die Hälfte zerstört. Der General der Einheit setzte ihr Abzeichen auf die französische Flagge und schwor, diese über Berlin wehen zu lassen. Er hielt das Versprechen und der Ort besitzt heute diesen wiedergefundenen Schatz.

## Bevölkerungsentwicklung
| Jahr      | 1962 | 1968 | 1975 | 1982 | 1990 | 1999 | 2006 | 2012 | 2021 |
| Einwohner | 500  | 473  | 522  | 535  | 525  | 508  | 479  | 483  | 437  |

## Sehenswürdigkeiten
- Kirche Notre-Dame
- Bahnhof von Berjou (1866 eröffnet, seit 1993 außer Betrieb)

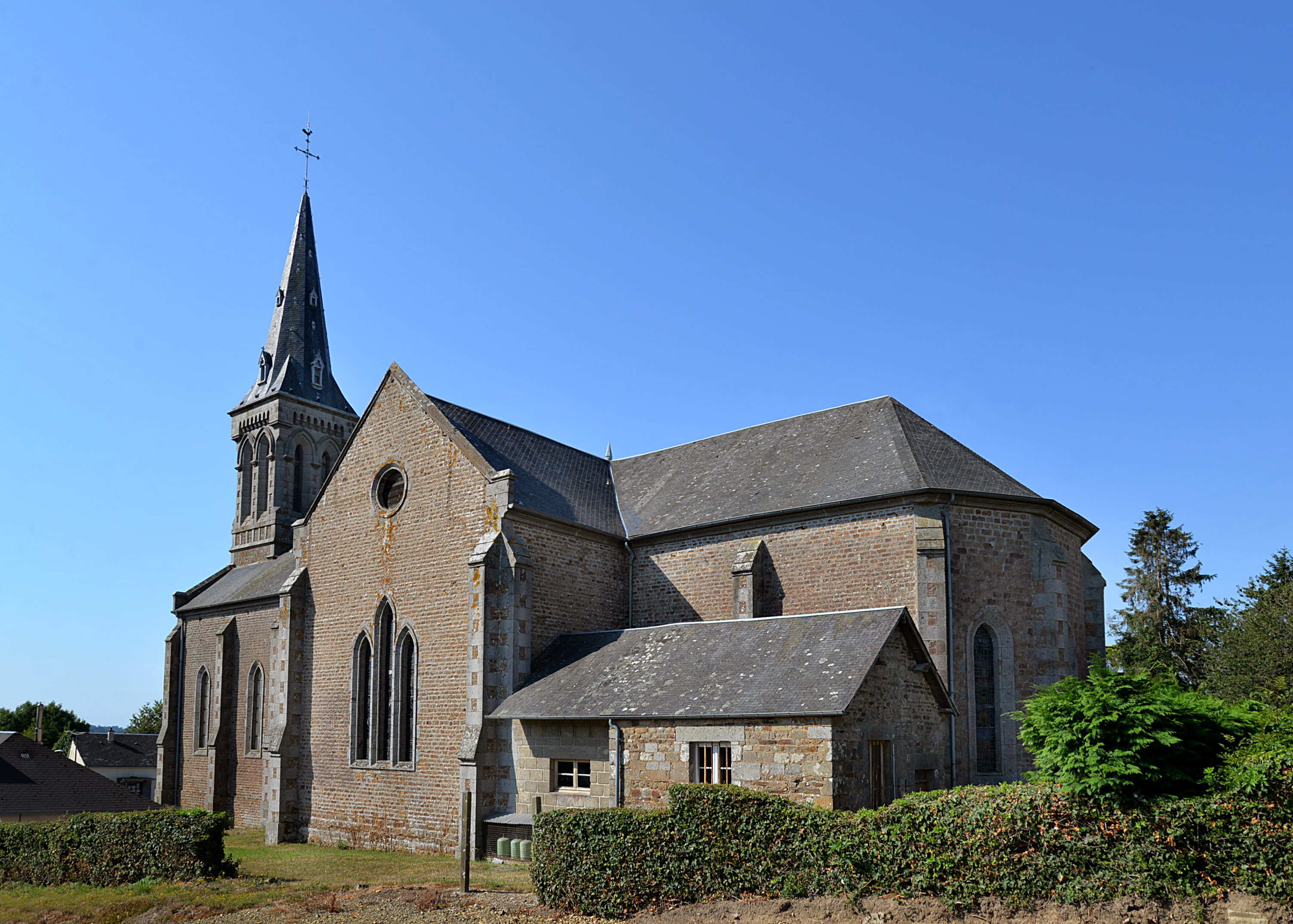
Kirche Notre-Dame
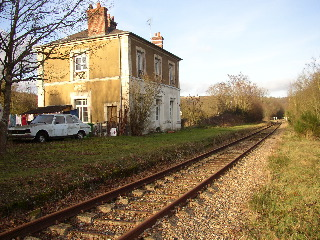
Ehemaliger Bahnhof
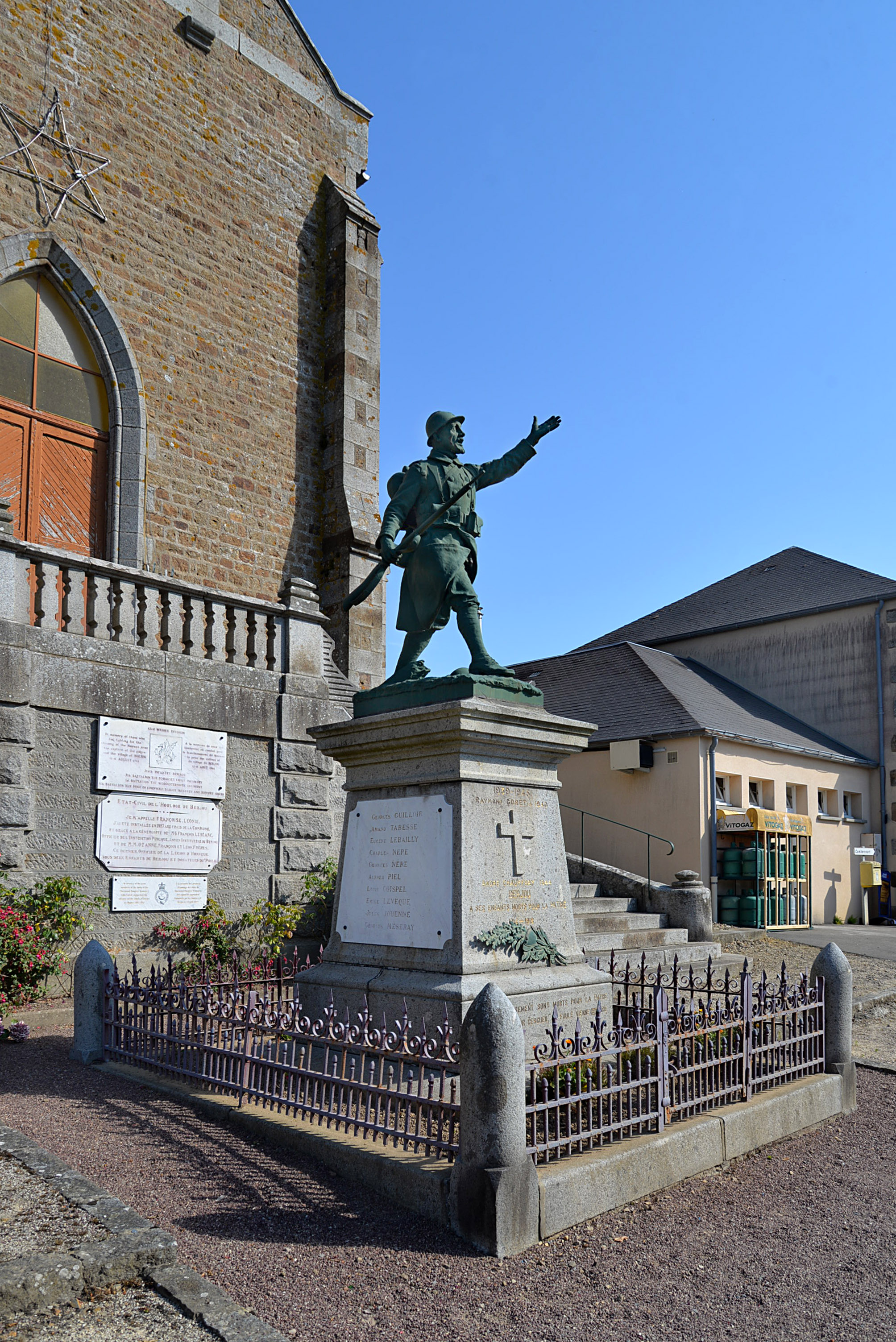
Gefallenendenkmal

## Wirtschaft und Infrastruktur
In Berjou gibt es einige Handwerksbetriebe, darunter einen Maurerbetrieb und eine Molkerei. Auch der Tourismus spielt eine Rolle.